# Twice
A Twice (hangul: 트와이스; stilizálva Twice) dél-koreai lányegyüttes, melyet a JYP Entertainment alapított 2015-ben a 16 című valóságshow keretében. Az együttest kilenc tag alkotja: Nayeon, Jeongyeon, Momo, Sana, Jihyo, Mina, Dahyun, Chaeyoung és Tzuyu. A csapat 2015. október 20-án debütált a Story Begins című középlemezzel.

## Az együttes története

### A bemutatkozás előtt: új JYP-lányegyüttes és aSixteen
2013. december 19-én a JYP Entertainment bejelentette, hogy 2014 első felében egy új lányegyüttest – a vállalat első lányegyüttesét Miss A 2010-es debütálása óta – fognak bemutatni. 2014. február 27-én megerősítették, hogy Lena és Cecilia JYP-gyakornokok az együttes tagjai lesznek, míg a többi tagnak Nayeon, Jeongyeon, Jisoo (később Jihyo) és Minyeong JYP-gyakornokokat pletykálták. Cecilia távozása után Sana JYP-gyakornok vette át a helyét, illetve amíg a 6mix formáció a bemutatkozásra készült Lena otthagyta a céget, ezzel gyakorlatilag eltörölve az együttes megjelenését.
2015. február 11-én Park Jin-Young bejelentette, hogy a JYP bemutatkozás előtt álló héttagú lánycsapatának tagjait az év későbbi szakaszában, az Mnet televízióadó Sixteen című zenei tehetségkutató műsorban fogják meghatározni. Park a műsor sugárzása előtt egy sajtótájékoztatóban elmondta, hogy reményei szerint az együttes „a Wonder Girls és Miss A természetes, egészséges érzését fogja nyújtani, egy merészebb és vadabb oldallal kiegészítve. A csapatot olyan elemek hozzáadásával, mint a hiphop vagy a rap akarom továbbfejleszteni.”
A műsor sugárzását május 5-én kezdték meg, a Twice hét tagja végül Nayeon, Jeongyeon, Sana, Jihyo, Mina, Dahyun és Chaeyoung lett. Park később bejelentette, hogy az együttest hétről kilenctagúra bővíti Tzuyu és Momo hozzáadásával. Előbbi a „közönség választása” volt, mivel a közönség körében ő volt a legnépszerűbb versenyző a műsor végén, míg utóbbi maga Pak döntése miatt került be az együttesbe, mivel úgy érezte, hogy annak szüksége van olyasvalakire, aki rendelkezik Momo teljesítőképességével. A döntés ellentmondásos volt, többen panaszt emeltek amiatt, hogy a kiesett versenyzők bekerülhettek a csoportba.
A Twice bemutatkozását 2015 végére tűzték ki.
2015. július 10-én megnyílt a Twice Instagram-fiókja az első képekkel, melyeken az együttes tagjai közösen pózolnak. A JYP Entertainment TwiceTV címmel egy websorozatot is megjelentetett, melyben interjúk képében az együttes reményeit és történeteit tették közzé, illetve a bemutatkozásra való felkészülésüket dokumentálták.

### 2015–2016: The Story Begins, Page Two és Twicecoaster: Lane 1
2015. október 7-én a JYP Entertainment elindította az együttes weboldalát és a közösségi hálózati szolgáltatásokon keresztül bejelentette, hogy a csoport a Story Begins középlemezzel és a Like Ooh Ahh title trackkel fog bemutatkozni. A dalt „color pop” dance-számnak írták le, mely merít a hiphop, a rock és az R&B műfajából. A kompozíciós csapat tagja volt Black Eyed Pilseung, aki az olyan sikeres szerzeményiről ismert, mint a Miss A Only You című dala. Október 20-án megjelent az album és a dal videóklipje az interneten és a Naver V Live-on keresztül. A csoport ugyanazon napon koncertet is adott, ahol előadták a Like Ooh Ahh című dalt, illetve a Must Be Crazy és a Do It Again dance-számokat. A dal videóklipje a bemutatkozásuk után öt hónappal elérte az 50 milliós nézettséget, így az addigi legnézettebb bemutatkozóvideó lett a K-pop–együttesek között. A Twice decemberig tíz televíziós reklám-szerződést kötött, mellyel 1,8 milliárd dél-koreai von bevételre tettek szert. A csapat december 27-én előadta a Like Ooh Ahh újrakevert változatát az SBS Gayo Daejeon műsorában, ez volt a Twice első szereplése egy év végi zenei műsorban.
A Twice második középlemeze, a Page Two 2016. április 25-én jelent meg. Az album tartalmazza a Cheer Up című title tracket, Park Jinyoung Precious Love című dalának feldolgozását, illetve a Sixteen témazenéjeként használt I’m Gonna Be a Star számot. A csoport ugyanazon napon megtartotta a visszatérő koncertjét a szöuli Yes24 Live Hall színpadán. A Cheer Up videóklipjének nézettsége öt napon belül átlépte a 10 milliós határt a YouTube-on. A Twice 2016. május 5-én, pontosan egy évvel a Sixteen első epizódjának vetítése után az M! Countdownon elnyerte az első zenei televíziós program-díját. Ezt nem sokkal Music Bank és Inkigayo műsorokban aratott győzelem kísérte. A Cheer Up elnyerte a Song of the Year 2016 végén az MAMA-n.
2016. augusztus 16-án bejelentették, hogy a Page Two több, mint 150 000 példányban kelt el, így a Twice lett a 2016-os év első lányegyüttese, melynek valamely kiadványából több, mint 100 000 példány kelt el.
2016. szeptember 23-án az együttes bejelentette a két hivatalos rajongói színét: sárgabarack (Pantone 712 C) és neonmagenta (Pantone 812 C), mely a csapatot és a Once rajongói klubjukat hivatott jelképezni. Öt nappal később a JYP Entertainment bejelentette, hogy az együttes egy új albummal és egy újabb Pulregaidu Philszung által írt title trackkel késő októberi visszatérésre készül, azonban a végső dátumot még nem határozták meg. Október 10-én az ügynökség a weboldalukon és a közösségi hálózati szolgáltatásokon keresztül közzétett egy időbeosztást a csapat harmadik középlemeze, a Twicecoaster: Lane 1 körül, melyben a Twice október 10-én kezdődő és október 24-én, az album megjelenésével záródó promóciós menetrendjét részletezték. Október 19-én bejelentették az együttes „Candy Bong” névre keresztelt világító rúdját, melyet az első középlemezükön szereplő Candy Boy című szám ihletett. Október 20-án az együttes egyéves évfordulójának megünnepléseként One in a Million címmel új számot mutattak be egy Naver V Live szolgáltatáson keresztüli élő adásban.

### 2017: Signal, Japán debütálás, Twicetagram
2017. január 18-án bejelentették, hogy az első koncert turnéjuk után kiadják a Twicecoaster újracsomagolt változatát Twicecoaster: Lane 2 néven. Február 19-én meg is jelent a Knock Knock title trackkel. Tartalmazta az Ice Cream (Melting) zenét, a TT remix változatát, első három title track instrumentálját és a Twicecoaster: Lane 1 zenéit.
2017. Április 18-án bejelentették, hogy kiadják a negyedik középlemezüket a Signal-t. Május 1-jén Twice hivatalos SNS csatornáján egy képelőzetest osztott meg a megjelenési dátummal (május 15.) a Signalon. Az év végére a Gaon 14. legjobban eladott albumának jelentették be. Összesen 12 zenei televíziós program díjat nyertek meg. Év végén elnyerték az Mnet Asian Music Awardon a Song of the Year díjat.
2017. június 28-án kiadták a #Twice albumot. Az album a 2.helyen debütált az Oriconon 46871 fizikai album eladással. Még a debütálás előtt 8 nappal kiadták a TT japán verzió zenei videóját.
2017. szeptember 25-én a JYP Entertainment bejelentette, hogy október végén megjelenik az első studió albumuk. Ezelőtt pár nappal bejelentették, hogy az első japán középlemezük hamarosan megjelenik One More Time néven. A One More Time zenei videó október 6-án jelent meg. 2017. október 30-án megjelent a Twicetagram a Likey főzenével. Számos dalt írtak a tagok. Chaeyoung írta a Don't Give Up-ot és a Missing U-t. Az utóbbiba belesegített Dahyun is. Nayeon és Jihyo írta a 24/7-et és Jeongyeon írta a Love Line-t. December 11-én kiadták a Twicetagram újracsomagolt változatát Merry & Happy néven. Heart Shaker volt a főzene. Megjelent a zenei videója a Heart Shaker-nek és a Merry & Happy-nek.

### 2018: Japán lemezek, What Is Love?, Yes or Yes
2017. december 22-én bejelentették, hogy újabb japán középlemezt adnak ki Candy Pop néven két zene számmal és még az instrumentálokkal. Február 24-én meghaladta a 400 ezer fizikai album eladást. 2018. január 11-én megjelent a Candy Pop zenei videója ami mind máig a legnézettebb japán zenei videó. Március 25-én a cég megerősítette, hogy április 9-én a csapat visszatér a What Is Love? albummal aminek szintén ez lett a zene címe. 2018-ban ismét elnyerte Twice a Song of the Year díjat harmadjára és ezzel rekordot állítottak fel a MAMA történetében amit jelenleg senki nem tudott megdönteni. Április 1-jén bejelentették, hogy egy újabb japán kislemezt adnak ki a Wake Me Up zene címmel.
Június 7-én a cég bejelentette, hogy megint visszatérnek a Summer Nights albummal a What Is Love? középlemezük újracsomagolásával. Ebben tartalmazza a What Is Love? zenéit és még három dalt a Dance The Night Away vezető zenével. A zenei videót japánban Okinawa-ban forgatták. Július 9-én megjelent a zenei videó is. Ez idő tájt jelentették be, hogy kiadják az első japán studió albumukat BDZ néven. Tartalmazza a korábban kiadott számokat és még 5 új dalt a title trackkel együtt.
Október 11-én bejelentette a JYP Entertainment, hogy november 5-én visszatérnek egy újabb koreai középlemezzel a Yes or Yes-el. 6 új dalt tartalmaz és a BDZ koreai változatát is.

### 2019: Fancy You, Twicelights turné, Feel Special
2019. április 7-én Twitteren keresztül jelentették be a Fancy You albumot, ami még április 22-én megjelent. Érdekesség, hogy a Fancy lett a Twice 24 óra alatt legnézettebb zenei videója 39,8 millióval. Április 22-én este 9 órakor új rekordot állítottak fel, amikor is a Line Music Top 100 listáján az album mind a 6 száma debütált.
Május 25-én az együttes elindult a világturnéra aminek az első megállóhelye Szöul volt. Július 11-én JYPE bejelentette, hogy Mina rendkívüli szorongás és színpadi szereplés iránti bizonytalanság miatt határozatlan ideig nem vesz részt a következő megállókon. Utoljára június 29-én lépett fel a Fülöp-Szigeteken.
Július 17-én megjelent a Happy Happy és a Breakthrough japán kislemezük. Mind a két album 2-2 számot tartalmaz, 1-1 remix változatot és a főcímdalok hangszeres változatát (Instrumental).
Augusztus 20-án JYPE beszámolt arról, hogy a Youtube-bal együttműködve eredeti tartalmakat állít elő. A BTS után a második koreai banda amelyik eredeti tartalommal állt elő.
6 nap múlva a cég megerősítette, hogy szeptember 23-án a banda visszatér egy újabb középlemezzel, a Feel Special-el. 6 darab új zenét tartalmaz és a Breakthrough koreai változatát. Mina nem vett részt a promóció időszakában, viszont október 23-án újra bekapcsolódott a turnéba.

## Tagok
- Nayeon hivatalos pozíciója center/közép, másodfő énekes és másodfő táncos.
- Jihyo hivatalos pozíciója kapitány és fő énekes.
- Jeongyeon hivatalos pozíciója másodfő énekes.
- Sana hivatalos pozíciója mellék énekes.
- Momo hivatalos pozíciója főtáncos, mellék énekes, mellék rapper(hármas).
- Mina hivatalos pozíciója fő-másodfő táncos, mellék énekes.
- Tzuyu hivatalos pozíciója mellék énekes, másodfő táncos, kép, legkisebb.
- Chaeyeong hivatalos pozíciója fő rapper, mellék énekes.
- Dahyun hivatalos pozíciója másodfő rapper, mellék énekes.

## Diszkográfia

### Koreai albumok
- The Story Begins (2015)
- Page Two (2016)
- Twicecoaster: Lane 1 (2016)
- Twicecoaster: Lane 2 (2017)
- Signal (2017)
- Twicetagram (2017)
- Merry & Happy (2017)
- What Is Love (2018)
- Summer Nights (2018)
- Yes or Yes (2018)
- Fancy You (2019)
- Feel Special (2019)
- More & More (2020)
- Eyes Wide Open (2020)
- Taste of Love (2021)
- Formula of Love: O+T=＜3 (2021)
- Between 1&2 (2022)
- Ready To Be (2023)
- With You-th (2024)
- This Is For. (2025)

### Japán albumok
- BDZ (2018)
- &Twice (2019)
- Perfect World (2021)
- Celebrate (2022)
- Dive (2024)